# Мої думки тихі
«Мої́ думки́ ти́хі» — українська трагікомедія 2019 року, дебютна повнометражна робота режисера Антоніо Лукіча. В головних ролях грають Ірма Вітовська й Андрій Лідаговський. За сюжетом молодий звукорежисер Вадим отримує замовлення від клієнта з Канади з проханням записати голоси рідкісних тварин Закарпаття. Проте завдання Вадима ускладнюється тим, що разом із ним у подорож вирушає його мати-таксистка Галина.
Уперше фільм показали 4 липня 2019 року на секції «East of West» («На Схід від Заходу») 54-го Міжнародного кінофестивалю в Карлових Варах, де він отримав Спеціальну премію журі. Загалом за весь час стрічку презентували на понад 70 кінофестивалях світу. В український кінопрокат фільм вийшов 16 січня 2020 року, де за сім тижнів зміг зібрати більше 10 млн грн[⇨].
2021 року Національний центр Олександра Довженка помістив фільм на 20-ту позицію у своєму списку 100 найкращих фільмів в історії українського кіно.

## Сюжет

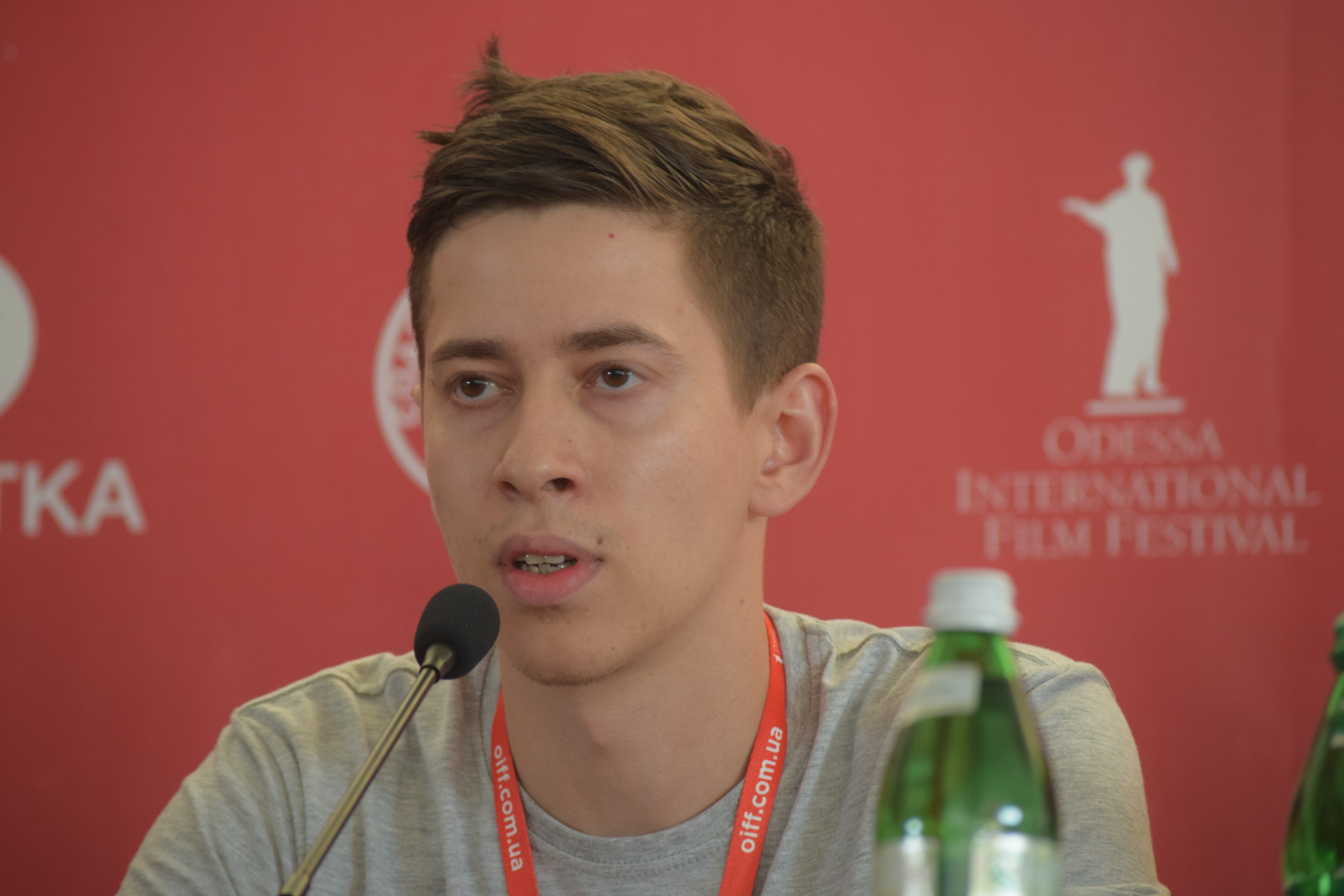
Режисер стрічки Антоніо Лукіч на 7-му Одеському міжнародному кінофестивалі (2016)

У XVI столітті торговець намагається продати католицьким монахам «молочний зуб Христа». Вони не вірять, що це справжня святиня, проте торговець пропонує почекати тиждень і обіцяє, що за цей час станеться диво.
Дія переноситься в сучасність, коли молодому звукорежисеру Вадиму Ротту виготовляють зубний протез. Ціна послуги виявляється зависокою і стоматолог переконує Вадима в необхідності поставити протез. Вадим фрилансер, він записує різні звуки, які потім продає. Шукаючи нову роботу, він дізнається про розробку відеогри «Ноєв ковчег», для якої потрібні звуки тварин. Канадець українського походження Джеймс Ткачук, який замовляє запис цих звуків, погоджується добре заплатити. Особливо його цікавить запис співу загадкового рахівського крижня або ж крижня метушливого. Також він вважає, що всі тварини повинні бути саме з України, бо канадські надто ситі та спокійні.
Вадим вивчає матеріали про загадкового птаха та дізнається, що його можна зустріти на озері Черемиш на кордоні України та Румунії, і для виконання завдання йому треба потрапити до забороненої зони на кордоні. Під час подорожі з Києва на Закарпаття у Вадима крадуть взуття. Прибувши в Ужгород, він випадково зустрічає свою матір Галину, яка працює там таксисткою. Вона — протилежність сина, жвава, впевнена та віруюча християнка. Галина дарує синові перстень, привезений з Ватикану, та відмовляє від подальшої подорожі в Канаду. Вадим проте твердо вирішив завершити справу.
Записуючи спів папуги, Вадим знайомиться з Вірою Іванівною, яка переконує хлопця до інтимної близькості, щоб ревнивий птах подав голос. Потім він записує голоси різних інших тварин. Мати вважає це марною справою і хоче, щоб син замість того одружився. Вадим натомість переконаний, що займається творчістю і потрібною (ще й рідкісною) справою.
На шляху до Черемишу Галина та Вадим спиняються в готелі. Мати намагається навчити сина «справжньому життю», для чого вдає інфаркт і вчить Вадима кермувати авто. Вадим розуміє, що мати самотня, але йому не вдається її підтримати. Галина лягає на дорогу, щоб її хтось переїхав, але потім повертається. В цей час її авто ламається, вона винить сина, що той зламав коробку передач. Мати й син миряться, Галина відпускає Вадима.
Біля кордону Вадим приєднується до групи підозрілих людей і їх затримують прикордонники. Провідник групи відкупляється і Вадим досягає шуканого озера, проте воно вже стало болотом. Намагаючись записати звуки, Вадим грузне в драговині. Його рятують прикордонники, що не вірять в розповідь про записування голосу крижня. Під час допиту йому вибивають зубний протез. Прикордонники пропонують видалити всі записи, інакше Вадима звинуватять у шпигунстві. Той погоджується стерти записи та повертається до Києва.
Галина знайомиться з іноземцем і переїжджає до Фландрії. На прохання матері Вадим відвідує церкву. З подарованого Галиною пуховика він витягає пір'їну — ймовірно рахівського крижня.

## У ролях

### Головні
- Андрій Лідаговський — Вадим Ротт, звукорежисер
- Ірма Вітовська-Ванца — Галина Ротт, мати Вадима, водійка таксі в Ужгороді

### Другорядні
- Ірина Веренич-Островська — Віра Іванівна
- Сергій Волосовець — Йосип
- Андрій Качур — торговець
- Ірина Лукашова — Марьяна, актриса
- Володимир Ляшевський — прикордонник
- Сергій Сібель — Ігор Феофилович
- Марія Трепікова — Василина
- Володимир Ющенко — батько

### Епізодичні
- Максим Бурлака
- Ганна Гарник
- Тарас Гринчак
- Дмитро Громов
- Олексій Донченко
- Зінаїда Єгорова
- Горгій Зайчковський
- Істан Розумний
- Віталій Казнодій
- Світлана Казнодій
- Мирослав Качур
- Андрій Кіршин
- Микола Когут
- Ірина Лукашова
- Павло Мандзич
- Богдан Маселко
- Юрій Михно
- Роланд Мішко
- Віктор Назаров
- Маргарита Плохотнік
- Наталія Плохотнік
- Ємерих Сабов
- Ілля Самойленко
- Вадим Слівчак
- Тетяна Шавкова
- Степан Шевтер
- Віктор Шевченко
- Марічка Штирбулова
- Денис Шацький
- Володимир Ющенко
- Марія Антоневська
- Іван Артьомов
- Антон Бацук
- Ольга Берест
- Оксана Бесараб
- Оксана Браун
- Сергій Брожко
- Володимир Вазач
- Максим Вахомський
- Наталія Ваш
- Олександр Вітер
- Ілля Власов
- Владислава Власова
- Анастасія Гавриленко
- Валерія Гаврилова
- Оксана Герасименко
- Костянтин Герасим'юк
- Юрій Гіпік
- Анатолій Глінцов
- Сесар Годвін
- Олександр Головатенко
- Єва Горлінська
- Кетеліна Григор
- Ігор Грицак
- Вікторія Гудова
- Вікторія Дем'яненко
- Станіслав Дівенок
- Наталія Діденко
- Оксана Діденко
- Катерина Дідяк
- Павло Довгань-Левицький
- Каяль Ель
- Віктор Жигало
- Наталія Звягінцева
- Олена Іванілова
- Анастасія Іванчо
- Людмила Ізубенко
- Марія Ільїна
- Андрій Камінський
- Олександр Каратай
- Єлизавета Каскова
- Надія Каюмова
- Юрій Клим
- Тарас Клименко
- Анна Клочко
- Юлія Княгницька
- Олег Кокошинський
- Анна Колочко
- Софія Копаниця
- Сергій Кройтор
- Роман Крупач
- Олег Кузьменко
- Катерина Кучмійова
- Вікторія Лапичак
- Людмила Лебедєва
- Яна Левченко
- Анастасія Лісовенко
- Сергій Локтєв
- Вероніка Майкова
- Ігор Матвіїшин
- Анастасія Мацело
- Олександр Микитенко
- Валентина Міщенко
- Лілія Мусаєва
- Анастасія Мухіна
- Оксана Мухіна
- Антон Надольський
- Наталія Напрасна
- Георгій Ништа
- Годвін Сесар Осіта
- Кароліна Осман
- Інна Павленко
- Юрій Пелих
- Олена Полячкова
- Юлія Прокопенко
- Олександр Ренков
- Руслан Рибачук
- Ольга Рошак
- Анна Семенькович
- Олена Сергеєва
- Аліна Сердека
- Дмитро Сирбул
- Михайло Скрепник
- Ірина Сокірко
- Лариса Старченко
- Дарина Степанюк
- Анастасія Сутягіна
- Роман Тімотін
- Олеся Угбодага
- Людмила Федотова
- Євген Хмельницький
- Світлана Хомич
- Марина Царан
- Володимир Чернявка
- Михайло Черняков
- Беата Черняшук
- Раїса Чмельова
- Олексій Чугаєв
- Сергій Чугаєв
- Лариса Чугаєва
- Олена Чуприкова
- Олександр Шапанов
- Костянтин Шараєвський
- Єгор Шараєвський
- Галина Явиць
- Олег Якименко
- Геннадій Яковлєв
- Ольга Ковальчук

## Виробництво

### Кошторис
У червні 2017 року кінопроєкт став одним із переможців Десятого пітчингу Державного агентства України з питань кіно. Експертна комісія з-поміж 289 робіт відібрала до другого туру Десятого пітчингу 163 кінопроєкти, серед них і «Мої думки тихі». Після презентаційних сесій другого туру пітчингу, який тривав п'ять днів з 19 до 23 червня 2017 року проєкт отримав 42 бали й зумів стати одним з переможців пітчингу (загалом переможцями Десятого пітчингу Держкіно стали 78 стрічок). У грудні 2017 року Держкіно уклало державний контракт із компанією «Toy Cinema» на виробництво повнометражного фільму «Мої думки тихі»; фільм отримав державну фінансову підтримку розміром 8,9 млн грн із загального кошторису в 9,3 млн грн. Загальний кінцевий кошторис фільму задекларований виробниками до Держкіно трохи збільшився від початкових 9,3 млн грн й склав 9,4 млн грн.
У липні 2017 року фільм разом з кінопроєктом «Стоп-Земля» став переможцем пітчингу індустріальної секції на Одеському міжнародному кінофестивалі-2017 й отримав сертифікат на 60 тис. грн на постпродакшн стрічки. У травні 2018 року фільм переміг з-поміж п'яти проєктів на щорічному конкурсі кінопроєктів Boat Meeting у рамках Київського міжнародного кінофестивалю «Молодість» й отримав сертифікат на 10 тис. $ від компанії «Star Media» на постпродакшн стрічки.

### Фільмування
Робота над фільмом тривала майже три роки, два з них пішли на сценарій. Дистриб'ютором фільму стала компанія «Arthouse Traffic». Зйомки фільму почалися у березні 2018 року. Вони тривали 30 знімальних днів, але розтяглися на 2,5 місяці й проходили в Києві, Карпатах і на Закарпатті та в обласному центрі — Ужгороді. Знімали, віднайшовши цікаву природу та неповторну фактуру, на залізничному вокзалі, проспекті Свободи, вулиці Довженка, околицях міста та по всій області. Сім місяців тривав монтаж фільму, однак третину матеріалу режисером монтажу було вирізано. Живий звук писали без дубляжу, безпосередньо з майданчика, намагаючись захопити справжні реакції акторів, паузи.
Скелет рахівського крижня, за звуками якого полював головний герой стрічки, було складено з скелету звичайної качки у Національному науково-природничому музеї. Цю роботу допоміг виконати доктор біологічних наук, науковий співробітник музею, палеоорнітолог Леонід Горобець. Насправді такого птаха в природі не існує.
Витрачали гроші на корекцію кольору та монтаж. 13 червня 2018 року закінчилися зйомки фільму та відразу розпочався період постпродакшну стрічки.
Фільм супроводжується тифлокоментуванням та адаптованими субтитрами.
Режисер фільму Антоніо Лукіч запропонував створити туристичний маршрут Закарпаттям за місцями знімання фільму, щоби в такий спосіб популяризувати регіон і привабити більше туристів.

### Музика
Найбільше коштів при створенні стрічки було витрачено на саундтрек. Зокрема, за словами Антоніо Лукіча, близько 10 000 $ їм коштували права на використання пісні «Viva Forever» британського попгурту Spice Girls. Режисер називає цю композицію ключовою у фільмі, оскільки вона точно відображає характер головної героїні Галини, для якої Вікторія Бекем є рольовою моделлю та прикладом успішної жінки та матері. Також спеціально для фільму жіночий склад камерного хору «Inspiratum» Катедрального собору святого Олександра записав версію цієї пісні у власному виконанні.
Окрім того, у фільмі неодноразово звучать пісні американського андеграундного репера Ділана Росса. Лукіч каже, що ця музика максимально підкреслює контраст між головним героєм і сільською місцевістю, якою він подорожує, а її суміш мажорних і мінорних мотивів відповідає тому настрою, який він прагне бачити у власних роботах. Перші ноти «Galeforce Beach», однієї з композицій Росса, у стрічці стали звуками фантастичного рахівського крижня. Зокрема, їх можна побачити на інформаційній дощечці, яку головний герой Вадим розглядає в одному з залів Національного науково-природничого музею. Інша пісня репера «Latitudes» звучить в епізоді, коли хлопець з мамою відпочивають на водах у Косино.
Також у фільмі можна почути багато іншої музики. Наприклад, композиції в стилі ретровейв, натхненні вигаданою відеогрою, для якої Вадим і записує звуки тварин: «Dust» електронного музиканта M.O.O.N., «Volt's Theme» німецького виконавця Volt Age, «Orion Arm» венесуельського виконавця Voyage та «William Alone» дарквейв-музиканта Сема Кужеля. Також до санудтреку увійшли «Мелодія будильника», написана звукорежисером стрічки Дмитром Кравченком, та «То моє море» Сестрички Віки, що лунає на задньому фоні під час поїздки в авто з контрабандистами.

## Реліз
Уперше «Мої думки тихі» демонструвався 4 липня 2019 року на секції «East of West» («На Схід від Заходу») 54-го Міжнародного кінофестивалю в Карлових Варах. Там фільм отримав Спеціальну премію журі. В Україні кінофестивальна прем'єра стрічки відбулася під час Одеського міжнародного кінофестивалю у липні 2019 року, де робота Антоніо Лукіча отримала приз глядацьких симпатій, премію FIPRESCI за найкращий український фільм, премію за найкращу акторську роботу (Ірма Вітовська-Ванца) та спеціальну згадку журі (Андрій Лідаговський).
Спочатку фільм мав вийти в український кінопрокат 2 січня 2020 року. Згодом прокат стрічки в Україні перенесли на 16 січня 2020 року. Дистриб'ютор зробив повторний реліз стрічки 5 березні 2020 року в Україні з нагоди Міжнародного жіночого дня. З 27 лютого по 4 березня 2020 року фільм демонструвався в білоруських кінотеатрах українською мовою. Це було вперше в історії. Також він став першим за багато років українським фільмом, що вийшов у прокат у Білорусі. Перед першою демонстрацією фільму в кінотеатрі «Піонер» із вступною промовою виступив посол України в Білорусі Ігор Кизим.
У березні 2020 року власник прав на фільм в Україні Arthouse Traffic повідомив, що з 25 березня 2020 року стрічка стала доступною в Україні на VOD-платформі OLL.TV. Стрічка демонструвалися 27 березня 2021 року на відкритті кінопрограми фестивалю української культури «Українська весна» в Брюсселі. Фільм представили його режисер Антоніо Лукич та головні герої Ірма Вітовська і Андрій Лідаговський. До програми фестивалю увійшло ще чотири українські фільми.
У квітні 2020 року фільм «Мої думки тихі» (англ. My Thoughts Are Silent) також став доступний з оригінальною україномовною аудіодоріжкою та російськомовними субтитрами в багатьох країнах Північної Америки, Європи, Африки та Азії на VOD-платформі Takflix. У липні 2020 року Держкіно анонсувало вихід фільму восени на європейській стримінговій платформі HBO Europe. Навесні було підписано контракт міжнародного сейлз-агента Reason8 Films (Велика Британія). До липня тривала передача всіх матеріалів стрічки згідно з міжнародними стандартами компанії HBO.
23 жовтня 2020 року фільм показувався у Гельсінкі в ході Українських кіноднів, організованих товариством українців у Фінляндії та Незалежними культурними ініціативами у партнерстві з Державним агентством України з питань кіно, Посольством України у Фінляндській Республіці та Arts Promotion Center Finland. Глядачі могли переглянути його двічі в найбільшому залі мережевого кінотеатру Cinamon Tripla.

## Касові збори
Фільм вийшов в український прокат на 91 екрані й за перший тиждень з 16 по 22 січня 2020 року його переглянули 29 тис. глядачів, а збори склали майже 2,8 млн грн. На другий тиждень стрічку вже демонстрували лише на 74 екранах й наприкінці другого тижня загальна кількість переглядів фільму в кіно склала 52,3 тис. глядачів, а загальні збори — 5,0 млн грн. За перші п'ять тижнів стрічка зібрала вже 9,4 млн грн.
Всього стрічка протрималася в українському прокаті 7 тижнів, де її переглянули 108 тис. глядачів, а загальні збори склали 10,0 млн грн (~400 тис. $).

## Рецензії кінокритиків
Фільм отримав здебільшого позитивні відгуки українських кінокритиків. Зокрема, Євгеній Морі, редактор видання «Суспільне Культура», схвально відгукнувся про стрічку, визначивши її як «історію, яка могла статися з кожним, де кожен знайде щось знайоме». Також Морі відзначив «Мої думки тихі» як рідкісний приклад української комедії, де присутній єдиний наскрізний сюжет. Юрій Поворозник, оглядач сайту Vertigo, також відзначив цілісний сюжет стрічки, зазначивши, що фільм створює цілісну картину та не страждає від надмірної перевантаженості зоровими елементами. Аліна Ольхович, редакторка видання tochka.net, звернула увагу на гумор фільму, який вдало поєднує комічність і трагізм. Журналістка hromadske Олександра Чернова підкреслила вдале використання акторами фільму закарпатського акценту та звернула увагу на те, що герої у фільмі не говорять чистою українською мовою, а натомість, «як звичайні люди, а не якісь роботи з акторського факультету», послуговуються суржиком.
Водночас Поворозник вадою фільму вважає «скетчевість» деяких сцен, які часом занадто перетягують до себе увагу та вибиваються з загального наративу. Режисер Олег Сенцов, хоча й звернув увагу на деякі слабкі моменти кінофільму, назвав його «дуже чистим і чесним» і місцями «геніальним в своєму гуморі та режисерських рішеннях». Кінооглядач PRM.UA Ігор Кромф вважає, що «Мої тихі думки» — це «перша [українська] комедія, що позбавлена телевізійного жлобства». На думку Костянтина Рильова, критика видання Mind.ua, своїм успіхом кінокартина завдячує, перш за все, режисеру Антоніо Лукічу, який «працює на межі абсурду, але не перетинає її, коли те, що відбувається на екрані, стало б виглядати неприродно». Рильов додає, що стрічка містить чимало «безглуздих ситуацій і типажів», які надають їй новий емоційний імпульс і змушують глядача дивитися далі, навіть якщо сюжет «починає просідати».
Режисер Михайло Іллєнко вважає, що одна з головних переваг фільму — це наявність у ньому «героя», який здатен зацікавити глядача та змусити його купити квиток у кіно. Юрій Шевчук, директор-засновник українського кіноклубу Колумбійського університету, прогнозує, що на стрічку чекає швидке забуття, але все ж називає її «направду проривним українським фільмом». Варвара Вайс, редакторка «УНІАН Lite», звертає увагу на підбір музики у фільмі, зокрема, пісні «Viva Forever» у його фіналі. Також, на її думку, гра акторів настільки «проста і водночас прекрасна», що здається, ніби воно грають самі себе.

## Нагороди та номінації
| Список нагород та номінацій                   | Список нагород та номінацій | Список нагород та номінацій                        | Список нагород та номінацій       | Список нагород та номінацій | Список нагород та номінацій |
| Кінофестиваль/Кінопремія                      | Рік                         | Категорія                                          | Номінант(и)                       | Результат                   | Дж.                         |
| --------------------------------------------- | --------------------------- | -------------------------------------------------- | --------------------------------- | --------------------------- | --------------------------- |
| Міжнародний кінофестиваль у Санта-Моніці      | 2021                        | Найкращий міжнародний ігровий фільм                | «Мої думки тихі»                  | Перемога                    | [ 49 ] [ 50 ]               |
| Національна кінопремія України «Золота дзиґа» | 2020                        | Найкращий фільм                                    | «Мої думки тихі»                  | Перемога                    | [ 51 ] [ 52 ]               |
| Національна кінопремія України «Золота дзиґа» | 2020                        | Найкращий сценарій                                 | Антоніо Лукіч і Валерія Кальченко | Перемога                    | [ 51 ] [ 52 ]               |
| Національна кінопремія України «Золота дзиґа» | 2020                        | Найкраща жіноча ролі                               | Ірма Вітовська                    | Перемога                    | [ 51 ] [ 52 ]               |
| Національна кінопремія України «Золота дзиґа» | 2020                        | Відкриття року                                     | Антоніо Лукіч                     | Перемога                    | [ 51 ] [ 52 ]               |
| Кінофестиваль «Raindance»                     | 2020                        | Discovery Award (найкращий режисерський дебют)     | «Мої думки тихі»                  | Перемога                    | [ 53 ]                      |
| Кінофестиваль «Лістапад»                      | 2019                        | Спеціальна згадка у конкурсі «Молодість на марші»  | «Мої думки тихі»                  | Спеціальна згадка           | [ 23 ]                      |
| Міжнародний кінофестиваль у Карлових Варах    | 2019                        | Спеціальна премія журі секції «На Схід від Заходу» | «Мої думки тихі»                  | Перемога                    | [ 17 ]                      |
| Одеський міжнародний кінофестиваль            | 2019                        | Найкращий український фільм                        | «Мої думки тихі»                  | Номінація                   | [ 54 ] [ 55 ]               |
| Одеський міжнародний кінофестиваль            | 2019                        | Найкраща акторська робота в національному конкурсі | Ірма Вітовська                    | Перемога                    | [ 54 ] [ 55 ]               |
| Одеський міжнародний кінофестиваль            | 2019                        | Приз глядацьких симпатій у національному конкурсі  | «Мої думки тихі»                  | Перемога                    | [ 54 ] [ 55 ]               |
| Одеський міжнародний кінофестиваль            | 2019                        | Найкращий український фільм за версією FIPRESCI    | «Мої думки тихі»                  | Перемога                    | [ 54 ] [ 55 ]               |
| Одеський міжнародний кінофестиваль            | 2019                        | Спеціальна згадка журі                             | Андрій Лідаговський               | Спеціальна згадка           | [ 54 ] [ 55 ]               |
| Національна премія кінокритиків «Кіноколо»    | 2019                        | Відкриття року                                     | «Мої думки тихі»                  | Перемога                    | [ 56 ] [ 57 ]               |
| Національна премія кінокритиків «Кіноколо»    | 2019                        | Найкраща акторка                                   | Ірма Вітовська                    | Перемога                    | [ 56 ] [ 57 ]               |
| Національна премія кінокритиків «Кіноколо»    | 2019                        | Найкращий повнометражний ігровий фільм             | «Мої думки тихі»                  | Номінація                   | [ 56 ] [ 57 ]               |
| Національна премія кінокритиків «Кіноколо»    | 2019                        | Найкращий режисер                                  | Антоніо Лукіч                     | Номінація                   | [ 56 ] [ 57 ]               |
| Національна премія кінокритиків «Кіноколо»    | 2019                        | Найкращий актор                                    | Андрій Лідаговський               | Номінація                   | [ 56 ] [ 57 ]               |